# Фесенко, Ефим Васильевич
Ефим Васильевич Фесенко (3 февраля 1907 года, с. Покровское, Харьковская губерния, Российская империя —  скончался не ранее 1955 года,   СССР) — советский военачальник, полковник (1944).

## Биография
Родился 3 февраля 1907 года в селе Покровское, ныне в Краснопольском районе Сумской области Украины.
Семья: Валентин Фесенко (сын),Вера Фесенко (жена), Андрей Фесенко (внук).

### Военная служба

#### Межвоенные годы
В  сентябре 1928 года добровольно поступил в Харьковскую школу червонных старшин им. ВУЦИК и с этого времени началась его служба в РККА. Член ВКП(б) с 1929 года. По окончании школы в июне 1931 года назначен командиром взвода в 225-й стрелковый полк 75-й стрелковой дивизии УВО в городе Лубны. С февраля 1933 года проходил службу в Управлении начальника работ № 99 в городе Новоград-Волынский (УНР-99). Здесь он занимал должности помощника начальника строительного участка по хозяйственной части и врид помощника начальника команды по материальной части 56-го отдельного пулеметного батальона, врид начальника 5-го отделения , командира учебного взвода 56-го отдельного пулеметного батальона. В феврале 1935 года назначен в 135-й стрелковый полк 45-й стрелковой дивизии КВО, где и. д. командира роты, начальника полковой школы, командира пулеметного батальона. С марта 1940 года командовал 21-м отдельным пулеметным батальоном 7-го (Новоград-Волынского) УРа, с сентября был начальником 1-го отделения штаба 10-го (Каменец-Подольского) УРа. 

#### Великая Отечественная война
С началом  войны в прежней должности. Части 10-го УРа в составе 12-й армии Юго-Западного, а с июля — Южного фронтов участвовали в приграничном сражении южнее города Станислав, на реке Днестр, затем вели боевые действия на уманском направлении. С 25 августа 1941 года капитан  Фесенко вступил в командование 531-м стрелковым полком 164-й стрелковой дивизии 18-й армии Южного фронта. Участвовал с ним в Донбасской оборонительной операции. В ходе ее в начале октября полк в составе дивизии попал в окружение. С 7 по 9 октября он вел тяжелые оборонительные бои в 6 км восточнее села Стульево, затем отходил в направлении села Обиточное (ныне Черниговского района Запорожской обл.), где находились основные силы дивизии и тыловые части 18-й, 12-й и 9-й армий Южного фронта. В ночь на 9 октября остатки дивизии совершили прорыв и вышли в район хутора Буденного совхоза им. Карла Маркса. Здесь 11 октября капитан Фесенко был ранен в ноги, но остался в строю и отходил с дивизией в направлении города Темрюк Краснодарского края. При отходе он отстал от основной группы. Добравшись до хутора Ново-Украинка, в течение нескольких дней находился на лечении в семье местного колхозника, затем с конца октября пытался по тылам противника выйти к своим войскам. 17 января 1942 года при попытке перейти линию фронта в районе Грабова — Андреево его задержали немецкие солдаты. При допросе в штабе немецкой пехотной дивизии он сумел обмануть допрашивавших его офицеров (представился гражданским, бежавшим из советской тюрьмы), после чего был отпущен. Затем вновь делал попытки переправиться через линию фронта. В ночь с 21 на 22 февраля 1942 года ему удалось выйти в расположение частей Красной армии в районе ст. Орелька (ныне Лозовского района Харьковской обл.). До мая проходил спецпроверку на пересыльных пунктах Южного фронта в городе Изюм и м. Краснопавловка, затем был переведен в спецлагерь № 280 в городе Каменск-Шахтинский. 
После проверки в июне того же года он был назначен командиром 10-го отдельного пулеметно-артиллерийского батальона 158-го укрепленного района, входившего в состав 56-й армии Южного, затем Северо-Кавказского фронтов. Батальон под его командованием отличился в Донбасской операции 1942 года. В ходе ее только за период с 20 по 25 июля в боях за город Ростов-на-Дону батальоном было уничтожено до 25 танков, 2 расчета минометных батарей, до 300 солдат и офицеров противника. В августе — сентябре 1942 года капитан  Фесенко временно и. д. начальника штаба 158-го, затем 69-го укрепленных районов. В сентябре он был назначен командиром 814-го стрелкового полка 236-й стрелковой дивизии, входившей в 18-ю армию Черноморской группы войск Закавказского фронта. В этой должности участвовал в Туапсинской оборонительной и Северо-Кавказской наступательных операциях. В феврале 1943 года дивизия вошла в состав 56-й армии этого же фронта и принимала участие в Краснодарской наступательной операции, после чего была выведена в резерв Ставки ВГК.  
В июле 1943 года майор  Фесенко был назначен заместителем командира 176-й стрелковой дивизии. До сентября ее части в составе 18-й армии Северо-Кавказского фронта вели тяжелые оборонительные бои по удержанию плацдарма на западном берегу Цемесской бухты и на южной окраине горда Новороссийск (Малая Земля), затем участвовала в Новороссийско-Таманской наступательной операции, в освобождении г. Новороссийск и Таманского полуострова. За отличие в боях за освобождение Тамани приказом ВГК от 9 октября 1943 года дивизия была преобразована в 129-ю гвардейскую. В октябре — ноябре 1943 года она в составе армии находилась в резерве Ставки ВГК, затем была переброшена на 1-й Украинский фронт в район города Киев. Здесь ее части в составе 22-го стрелкового корпуса той же 18-й армии отличились в Житомирско-Бердичевской наступательной операции, за что дивизии было присвоено наименование «Житомирская». В боевой характеристике на подполковника Е. В. Фесенко в декабре 1943 года отмечалось: «Находясь в дивизии с июля 1943 г., в проведенных боях всегда находился непосредственно в частях и на передовой, где вел себя смело и обеспечивал выполнение боевых заданий». В марте — апреле 1944 года дивизия принимала участие в Проскуровско-Черновицкой наступательной операции, в ходе которой форсировала реки Буг и Серет и освободила город Борщёв. В дальнейшем ее части в составе 30-го и 107-го стрелковых корпусов 1-й гвардейской армии 1-го, а с августа 1944 года — 4-го Украинских фронтов успешно действовали в Львовско-Сандомирской,  Моравска-Остравской и Пражской наступательных операциях. В ходе Львовско-Сандомирской операции, в период с 20 июня по 5 июля 1944 года, подполковник  Фесенко временно и. д. командира дивизии. Однако в этой должности проявить себя не сумел. Как указывалось в докладе Военного совета 1-й гвардейской армии от 29 июня 1944 года, «подполковник Фесенко по своим деловым и личным качествам не в состоянии обеспечить руководство дивизией». После этого он вновь вступил в должность зам. командира той же дивизии. С 9 сентября дивизия вела бои в Карпатах, участвуя в Восточно-Карпатской, Карпатско-Дуклинской и Карпатско-Ужгородской наступательных операциях. 20 сентября ее части первыми вступили на территорию Словакии, к 30 сентября вышли к Главному Карпатскому хребту и 7 октября овладели Русским перевалом. В январе — феврале 1945 года в ходе Западно-Карпатской наступательной операции дивизия вышла к Моравска-Остравскому промышленному району, затем прошла территорию Чехословакии и закончила войну на подступах к Праге.

#### Послевоенное время
После войны продолжал служить в прежней должности в ПрикВО. По расформировании дивизии с июня 1946 года состоял в распоряжении Военного совета округа, затем в сентябре был назначен заместителем командира 43-й отдельной стрелковой Рославльской Краснознаменной бригады КВО. С июня 1947 года и. д. заместителя командира 9-й отдельной гвардейской стрелковой Красноградской Краснознаменной ордена Суворова бригады этого же округа. С ноября 1947 по декабрь 1948 года полковник  Фесенко находился на учебе на курсах усовершенствования командиров стрелковых дивизий при Военной академии им. М. В. Фрунзе, затем был назначен заместителем командира 13-й пулеметно-артиллерийской дивизии 1-й Отдельной Краснознаменной армии. С марта 1949 года и. д. заместителя командира 24-й пулеметно-артиллерийской Краснознаменной дивизии в составе Приморского ВО, а с апреля 1953 года — ДВО. В феврале 1955 года гвардии полковник Фесенко уволен в запас.

## Награды
- орден Ленина (30.04.1954)[4]
- два ордена Красного Знамени (03.09.1944[5], 20.06.1949[4])
- орден Богдана Хмельницкого II степени (19.06.1945)[6]
- орден Богдана Хмельницкого III степени (28.05.1945)[7]
- орден Отечественной войны I степени (22.10.1943)[8]
- два ордена Красной Звезды (03.01.1944[9], 03.11.1944[4])
- медали в том числе:
  - «За оборону Кавказа» (1944)
  - «За Победу над Германией в Великой Отечественной войне 1941—1945 гг.» (1945)
- иностранный орден.